# جاك لوكونت
جاك لوكونت (بالفرنسية: Jack Leconte)‏ هو سائق سباق فرنسي، ولد في 19 نوفمبر 1959 في كاين في فرنسا.

## روابط خارجية
- جاك لوكونت على موقع DriverDB.com (الإنجليزية)